# Rhysodesmus seriatus
Rhysodesmus seriatus är en mångfotingart som beskrevs av Chamberlin 1947. Rhysodesmus seriatus ingår i släktet Rhysodesmus och familjen Xystodesmidae. Inga underarter finns listade i Catalogue of Life.